# Oktiabrski (Leningrádskaya, Krasnodar)
Oktiabrski (en ruso: Октябрьский) es un posiólok del raión de Leningrádskaya del krai de Krasnodar, en Rusia. Está situado a orillas del arroyo Zubova, afluente del río Miguta, 19 km al suroeste de Leningrádskaya y 131 km al norte de Krasnodar, la capital del krai. Tenía 2 507 habitantes en 2010.
Es cabeza del municipio Novoúmanskoye, al que también pertenecen Blizhni, Beriózanski, Izobilni y Rekonstruktor.